# 共生社会の実現を推進するための認知症基本法
共生社会の実現を推進するための認知症基本法（きょうせいしゃかいのじつげんをすいしんするためのにんちしょうきほんほう、令和5年法律第65号）は、認知症に関する施策の基本となる事項に関する法律である。

## 背景
少子化と平均寿命の伸びの影響によって、現代の日本は超高齢社会となった。特に、団塊の世代が全員後期高齢者となる2025年には、65歳以上の人口が約3,500万人となり、国民の3人に1人が65歳以上、5人に1人が75歳以上となることが予測されている（2025年問題）。そして、認知症を生じさせる最大の危険因子は加齢であることから、高齢者が増加すればするほど、平均寿命が伸びれば伸びるほど、認知症患者も当然に増加する関係にある。厚生労働省の調査によれば、2025年には約700万人、すなわち65歳以上の人口の約5分の1が認知症に罹患するのではないかと予測されている。このような将来の予測から、公明党では2015年（平成27年）頃から認知症対策に関する基本法の必要性が議論されていた。
そこでまず、2019年（令和元年）の第198回国会において、与党である自由民主党と公明党が協議の上、両党の共同提案する議員立法として「認知症基本法案」が衆議院に提出された。しかし、同法案は、その目的として認知症の予防を全面に押し出していたことが、認知症の根本的な予防策は存在しないにもかかわらず「認知症になったことが本人の努力不足のように思われるのではないか」等との当事者の批判を呼んだほか、疾病ごとに基本法を作ることを疑問視する一部の野党の批判を受けた。田村憲久厚生労働大臣は、与党案にこだわるものではなく超党派での法案の出し直しも含めて検討したいとしていたが、国会が新型コロナウイルス対策に追われていたこともあって審議入りできず、継続審議となったものの、2021年（令和3年）の衆議院の解散により廃案となった。
このような経緯から、2021年（令和3年）6月には自由民主党及び公明党の議員が中心となって超党派の議員連盟（共生社会の実現に向けた認知症施策推進議員連盟）を発足させ、各党の意見を受けて前回提出の法案の修正を行うこととしたほか、日本認知症本人ワーキンググループ等の認知症の当事者団体の意見を取り入れることとなった。その結果、前回提出の法案で大きく問題となった認知症の「予防」の軸は目的規定からは外され、治療、リハビリ、社会参加等の認知症施策の1つとして挙げられるに留まることとなった。なお、本法の「共生社会の実現を推進するための」といった立法目的が法律の題名にそのまま記述されるのは極めて異例であるが、当事者団体の強い意向により付加されたものとされる。
上記のような各党の調整を終えた後、2023年（令和5年）6月、第211回国会の衆議院厚生労働委員会において、全会一致をもって本法案を委員会提出法律案として提出することが決定された。提出された本法案は、衆議院・参議院ともに全会一致をもって可決され、本法が成立することとなった。

## 構成
- 第1章 総則（第1条 - 第10条）
- 第2章 認知症施策推進基本計画等（第11条 - 第13条）
- 第3章 基本的施策（第14条 - 第25条）
- 第4章 認知症施策推進本部（第26条 - 第37条）
- 附則

## 内容

### 目的
本法の目的が共生する活力ある社会の実現の推進にあることを明らかにしている（第1条）。前述のとおり、与党案にあった「認知症の予防の推進」は本法の目的からは落とされることとなった。
| 本法            | この法律は、我が国における急速な高齢化の進展に伴い認知症である者が増加している現状等に鑑み、認知症の人が尊厳を保持しつつ希望を持って暮らすことができるよう、認知症に関する施策に関し、基本理念を定め、国、地方公共団体等の責務を明らかにし、及び認知症施策の推進に関する計画の策定について定めるとともに、認知症施策の基本となる事項を定めること等により、認知症施策を総合的かつ計画的に推進し、もって認知症の人を含めた国民一人一人がその個性と能力を十分に発揮し、相互に人格と個性を尊重しつつ支え合いながら共生する活力ある社会の実現を推進することを目的とする。 |
| 与党案 （廃案） | この法律は、我が国における急速な高齢化の進展に伴い認知症である者が増加している現状等に鑑み、認知症の予防等を推進しながら、認知症の人が尊厳を保持しつつ社会の一員として尊重される社会の実現を図るため、認知症に関する施策に関し、基本理念を定め、国、地方公共団体等の責務を明らかにし、及び認知症施策の推進に関する計画の策定について定めるとともに、認知症施策の基本となる事項を定めること等により、認知症施策を総合的かつ計画的に推進することを目的とする。 |

### 認知症施策の基本理念
「認知症の人が尊厳を保持しつつ希望を持って暮らすことができるよう」にするため、認知症施策は次のような基本理念に基づいて行うことを定めた（第3条各号）。
- 認知症患者の日常・社会生活における意思の尊重（第1号）
- 国民の認知症・認知症患者に対する理解の深化（第2号）
- 認知症患者の日常・社会生活における障壁の除去（第3号）
- 保健医療・福祉サービスの提供（第4号）
- 認知症患者の家族に対する支援（第5号）
- 認知症に関する研究の推進・成果の普及（第6号）
- 教育・雇用・保健・医療・福祉等各分野との協働（第7号）

### 基本的施策の方向性
- 学校教育・社会教育での認知症に関する教育の推進（第14条）
- 認知症患者に関する理解の深化のための運動の推進（同条）
- 交通手段等のバリアフリー化の推進（第15条）
- 社会参加の機会の確保（第16条）
- 意思決定の支援・権利利益の保護（第17条）
- 保健医療・福祉サービスの提供体制の整備（第18条）
- 相談体制の整備（第19条）
- 認知症に関する研究の促進・成果の普及（第20条）
- 認知症の予防に関する啓発・知識の普及（第21条）
- 国、地方公共団体、サービス提供事業者等の連携（第23条）

### 関係者の責務
- 国は、認知症施策を総合的かつ計画的に策定・実施する責務を負う（第4条）
- 地方公共団体は、地域の状況に応じた認知症施策を総合的かつ計画的に策定・実施する責務を負う（第5条）
- 保健医療・福祉サービスを提供する者は、国・地方公共団体の認知症施策に協力し、良質・適切なサービスを提供する努力義務を負う（第6条）
- 日常・社会生活を営む基盤となるサービスを提供する事業者は、国・地方公共団体の認知症施策に協力し、業務遂行に支障のない範囲で必要かつ合理的な配慮を行う努力義務を負う（第7条）
- 国民は、認知症・認知症患者に対する理解の深化と共生社会の実現に寄与する努力義務を負う（第8条）

### 認知症の日・認知症月間
- 9月21日を認知症の日と定めることとしている（第9条第2項）。なお、同日は1994年（平成6年）に国際アルツハイマー病協会がWHOと共同で制定した「世界アルツハイマーデー」として認知症に関する啓発活動が行われているところ、これに合わせる形で制定されたものである[11][12]。
- 9月1日から同月30日までを認知症月間と定める（同項）。認知症の日と同様に、2012年（平成24年）から9月が「世界アルツハイマー月間」とされ、世界中で取組が行われているのに合わせる形で制定されたものである[11]。
- 国・地方公共団体は、認知症の日には「その趣旨にふさわしい事業」を行う努力義務を負い、認知症月間には「その趣旨にふさわしい行事」の実施の奨励の努力義務を負う（第9条第3項）

### その他
- 政府（第11条）、都道府県（第12条）、市町村（第13条）はそれぞれ責務に応じた認知症施策推進計画を策定し、公表する義務を負う。
- 内閣に認知症施策推進本部を設置するとともに、認知症患者等の委員で構成する認知症施策推進関係者会議を諮問機関として設置する（第26条 - 第37条）。